# Minerva infonde l'anima all'automa di Prometeo
Minerva infonde l'anima all'automa di Prometeo è una scultura di Camillo Pacetti della quale una copia di piccole dimensioni è esposta alla galleria d'arte moderna di Milano.

## Storia e descrizione
Le prime notizie della statua ci arrivano da un carteggio di Giuseppe Bossi con il presidente Francesco Melzi d'Eril, in cui, dopo aver proposto lo scultore romano per la cattedra di scultura all'accademia di Brera, dà una descrizione della statua:
Dopo esser stato effettivamente scelto per l'insegnamento all'accademia di belle arti, il Pacetti si trasferì a Milano portandosi con sé la scultura. 
Minerva è rappresentata nell'opera seduta che infonde la vita, rappresentata come una farfalla, in un automa forgiato da Prometeo: l'opera riprende il tema molto diffuso nel '700 di un'origine mitica (per mano di Prometeo) della scultura che la faceva differenziare dalle "vili" arti manuali e meccaniche; tema divenuto comune grazie all'attenzione che la scultura aveva goduto grazie alla popolarità del Canova, al cui classicismo il Pacetti dimostra di aderire tramite quest'opera.